# Ausübungszeitpunkt
Der Ausübungszeitpunkt (englisch exercise date) ist im Finanzwesen die Frist oder der Fälligkeitstag, innerhalb derer oder zu dem derivative Finanzinstrumente gekauft oder verkauft werden.

## Allgemeines
Die Ausübung (englisch exercise) ist bei derivativen Finanzinstrumenten wie beispielsweise der Option die Wahrnehmung eines konstitutiven, einseitigen Rechtsgeschäfts in Form eines Gestaltungsrechts aus einem Optionsvertrag während der Optionslaufzeit durch den Optionsinhaber. Die Ausübung (auch englisch expiration genannt) findet zum Ausübungszeitpunkt (bei amerikanischen Optionen) oder zum Verfalltag (englisch maturity day) bei europäischen Optionen statt. Die im Folgenden zur Option gemachten Aussagen gelten im Hinblick auf den Ausführungszeitpunkt auch für alle anderen derivativen Finanzinstrumente.

## Begriffe
Der Käufer einer Option ist berechtigt (aber nicht verpflichtet), den Basiswert im Fall der Ausübung der Option vom Verkäufer zu erwerben oder an diesen zu liefern (Andienung). Der Verkäufer einer Option verpflichtet sich, im Fall der Ausübung der Option durch den Käufer, den Basiswert zu liefern oder abzunehmen. Der Käufer ist Optionsinhaber, der bei der Ausübung der Option gegenüber dem Verkäufer (Stillhalter) von seinem Recht Gebrauch macht, innerhalb der Ausübungsfrist (amerikanische Option) oder am Verfalltag (europäische Option) den Basiswert zum Ausübungspreis zu kaufen oder zu verkaufen. Der Optionsinhaber darf bis zum Ausübungszeitpunkt entscheiden, ob er von seinem Optionsrecht Gebrauch macht. Optionslaufzeit ist die Ausübungsfrist, die mit der frühestmöglichen Ausübung (englisch vesting date) beginnt und am Verfalltag (englisch option expiration date) endet. Der Ausübungszeitraum (englisch exercise period) beginnt mit dem Zeitpunkt, ab welchem der Begünstigte sein Recht erstmals geltend machen darf und endet in dem Zeitpunkt, an dem er sein Recht durch Zeitablauf letztmals geltend machen kann. Dazwischen muss der Ausübungszeitpunkt liegen. Neben dem Ausübungspreis gibt es noch den Optionspreis, den der Käufer für sein Optionsrecht zu zahlen hat.

## Optionsvertrag
Der Optionsvertrag beinhaltet folgende Vertragsbestandteile:
- Optionsart: Kaufoption oder Verkaufsoption,
- Ausübung: europäische oder amerikanische Option,
- Ausübungspreis,
- Ausübungszeitraum,
- Nennwert und Währung und
- Optionspreis (Optionsprämie).

Der Ausübungszeitpunkt muss innerhalb des Ausübungszeitraums liegen. Wird die Option nicht ausgeübt, entfallen Ausübungspreis und Ausübungszeitraum; der Optionspreis ist aber dennoch zu entrichten. 

## Ausübung
Bei der Optionsausübung (englisch exercise of an option, strike) macht der Optionsinhaber von seinem Recht Gebrauch, innerhalb der Ausübungsfrist (amerikanische Option) oder am Verfalltag (europäische Option) den Basiswert zum Ausübungspreis zu kaufen (Kaufoption) oder verkaufen (Verkaufsoption). Daraus ergeben sich vier Grundpositionen des Optionshandels:
| Grundposition                             | Ausübung |
| ----------------------------------------- | --- |
| Kauf einer Kaufoption (Long Call)         | Käufer erwartet steigende Kurse: Kurs des Basiswerts > Optionskosten                                                        |
| Kauf einer Verkaufsoption (Long Put)      | Käufer erwartet fallende Kurse: Kurs des Basiswerts < Optionskosten                                                         |
| Verkauf einer Kaufoption (Short Call)     | Verkäufer erwartet fallende Kurse: Verkäufer muss als Stillhalter den Basiswert an Käufer liefern oder vom Käufer annehmen  |
| Verkauf einer Verkaufsoption (Short Put). | Verkäufer erwartet steigende Kurse: Verkäufer muss als Stillhalter den Basiswert an Käufer liefern oder vom Käufer annehmen |

Der Käufer einer Kaufoption nimmt mithin die Lieferung der einer Option zugrunde liegenden Termin-Kaufposition oder der Käufer einer Verkaufsoption nimmt die Andienung des Stillhalters entgegen.
Die Ausübung der Option hängt davon ab, ob der Optionsinhaber die Gewinnschwelle erreicht hat oder nicht. Hieraus ergibt sich die Frage, wann die Gewinnschwelle {\displaystyle G_{s}} erreicht ist, denn der Käufer einer Kaufoption wird diese nur ausüben, wenn der aktuelle Kurs des Basiswerts über dem Ausübungspreis {\displaystyle BP} zuzüglich Optionspreis {\displaystyle OP} liegt:
{\displaystyle G_{s}=BP+OP}.
Eine Option, bei welcher der Ausübungspreis mit dem aktuellen Kassakurs des Basiswerts identisch ist, wird als „am Geld“ (englisch at the money) bezeichnet; liegt der aktuelle Kassakurs über dem Ausübungspreis, so liegt sie „im Geld“ (englisch in the money). Bei einer Verkaufsoption errechnet sich entsprechend die Gewinnschwelle
{\displaystyle G_{s}=BP-OP},
weil der aktuelle Kassakurs unter dem Ausübungspreis zuzüglich Optionspreis liegt.

## Besonderheiten an der Eurex
Die Optionsausübung an der Eurex unterliegt bei Aktienoptionen, DAX-Futures, Optionen auf den DAX und auf den Bund-Future umfangreichen Besonderheiten.